# Marcel Ivanusa
Marcel Ivanuša, ausgesprochen Iwanuscha, (* 16. Januar 1985 in Ptuj) ist ein deutsch-slowenischer Fußballspieler.

## Karriere
Ivanuša kam als Jugendlicher zu den Stuttgarter Kickers. Bereits während seiner Juniorenzeit bestritt er Spiele für die zweite Mannschaft des Vereins in der Oberliga Baden-Württemberg. Zur Saison 2008/09, in der er 14 Tore in der Oberliga erzielte, rückte der Mittelfeldspieler in die erste Mannschaft auf und bestritt fünf Spiele in der 3. Liga. Sein Profidebüt gab er am 15. April 2009, als er beim 1:1-Unentschieden gegen den SSV Jahn Regensburg in der Startelf stand. Ivanusa stieg mit den Kickers 2009 aus der 3. Liga ab und schaffte mit der Mannschaft in seiner dritten Saison in der Regionalliga Süd den Wiederaufstieg in die dritthöchste Spielklasse. Dort gelang ihm mit den Kickers in der Spielzeit 2012/13 der Klassenerhalt, Ivanuša war mit 20 Einsätzen und einem Tor daran beteiligt. In der folgenden Saison wurde er wieder in die zweite Mannschaft des Vereins zurückgestuft und agierte zu Beginn des Jahres 2015 bei der zweiten Mannschaft der Kickers als Co-Trainer von Jürgen Hartmann. Im Januar 2016 verpflichtete ihn der abstiegsbedrohte Oberligist SGV Freiberg, doch der Abstieg konnte nicht verhindert werden, so spielte Ivanusa noch ein weiteres Jahr in der Verbandsliga Württemberg bei den Freibergern.
Zu Beginn der Saison 2017/18 wurde Ivanusa als Spielertrainer bei der SpVgg 07 Ludwigsburg vorgestellt, sein Co-Trainer war sein jahrelanger Mannschaftskollege Fabian Gerster. Jedoch traten beide noch vor dem ersten Spieltag zurück.